# Наследники (роман Гликмана)
«Наследники» — роман русского писателя Виктора Гликмана, впервые опубликованный берлинским издательством Polyglotte в 1928 году под псевдонимом Ирецкий.

## История
В 1928 году в эмиграции Гликман выпустил фантастический роман «Наследники» под псевдонимом Ирецкий. Роман был выпущен в Берлине издательством Polyglotte. В том же году роман был переиздан в СССР московским издательством «Пучина» как «Завет предка» и под именем Я. Ириксон как якобы авторизованный перевод с датского.

## Содержание
Пруссия отрезала Шлезвиг и Гольштинию, маленькая Дания стала еще меньше. У Ларсена проснулся протест. В лице инженера Трейманса Ларсен неожиданно находит решение: течение Гольфстрима можно разбить, и тогда Гренландия зацветет. Все мысли Ларсена направлены на осуществление грандиозного проекта. После смерти Ларсена его проект продолжают потомки, из поколения в поколение. Гренландия отапливается с помощью Гольфстрима, перегороженного плотиной из быстрорастущих кораллов. Последний Ларсен, Георг, сходит с ума, сраженный осуществившейся мечтой, войной между Европой и Америкой из-за отведенного Гольфстрима, страшными обвинениями, павшими на его голову, растерянный и оскорбленный в своей любви к предательнице Карен Хокс.

## Отзывы критики
Пётр Пильский в своей рецензии отметил, что вторая часть романа не похожа на первую:

…Вторая часть романа совершенно не похожа на первую. Ровный ход логического повествования, этот ряд биографий, вдруг сменяется нетерпеливым и быстрым темпом разгорающегося рассказа о неожиданных делах, неожиданных происшествиях, неожиданных страстях, приводящих к неожиданной развязке. Роман начинается во второй части.

Первая — пролог. Здесь только устанавливаются цели, здесь вычерчивается лишь план. Все истинно романическое дальше: влюбленная увлечённость Ларсена опереточной певицей Хокс, внезапное известие от Свена, путешествие в Америку, великолепные видения айсбергов, побег и предательство Карен, крах фирмы, отъезд Ларсена, война Европы с Америкой, конец коралловой мечты, создание гениальной книги о таинственной работе многих поколений, чтоб отвести Гольфстрем, неизлечимое безумие главного героя, самоубийство Магнусена и т. д., и т. д. Охваченный пыланием, увлечённый разнообразием тем и лиц, разгораясь в своем спешном ходе, к концу роман заторопился, забунтовал, заиграл красками, заулыбался в своем интригующем вымысле, расстался с логичностью, разодрал все свои занавеси, перевернул мебель и, счастливо забыв последовательность, как-то нервно, как-то сладко развернулся и затрепетал скупым блеском, — обычным блеском В. Ирецкого, сухой и, в то же время, отчётливой ясностью, чуть-чуть сумеречными тонами, стальными и багряными, тихими тонами осени, когда реют очаровательные сказки, очаровательные дни, и их не разрушают даже самые скорбные, самые мрачные афоризмы о женской душе, о напрасных жертвах любви, о всем не вечном на земле, о тайне и человеческом безумии, и ещё о том, что нет справедливости и нет наград ни за труды, ни за мечты, если б их хранили и взращивали даже целые поколения, нет наград и за жертвенность.— Пильский П. Мечта: О романе В. Я. Ирецкого «Наследники» // Сегодня (Рига). 1928. № 258, 23 сентября.
Юлий Айхенвальд в своей рецензии отметил интеллигентность и образованность романа:

…Его роман умён. Даже излишне подчеркнута здесь интеллигентность и образованность: немало фактических знаний требует от своего читателя осведомлённый писатель. Оригинальны иные образы — например, «еврейский Вольтер» Шварцман. В общем, есть у «Наследников» своя, особая, опять-таки интеллигентная физиономия. Над пустой беллетристикой высоко поднимается это серьёзным звуком звучащее произведение. Оно заставляет думать. Оно обладает не только художественной, но и нравственной силой, поучая тому, что каждый человек не «цель», а «мост», живой переход к дальнейшему, тот, кто подобно Моисею сам не войдёт в обетованную землю, но кто обязан блюсти верный ход жизненных часов и тщательно заводить их, и неостановившимися передавать их очередному наследнику.— Айхенвальд Ю. Литературные заметки // Руль (Берлин). 1928. № 2340, 8 августа.